# Elophila acornutus
Elophila acornutus là một loài bướm đêm trong họ Crambidae.